# Персијски језик
Персијски ( — фарси) je један од западноиранских језика унутар индоиранске гране индоевропске језичке породице, и службени је језик Ирана, Авганистана (званично познат као дари од 1958), и Таџикистанa (званично познат као таџички од совјетске ере). Користи се и у неким другим регијама које су историјски биле персијанска друштва и које се сматрају делом Великог Ирана. Овај језик се пише персијским алфабетом, који је модификована варијанта арапског алфабета.
Персијски језик се класификује као настављање средњоперсијског, званичног религиозног и књижевног језика Сасанидског царства, који је настављање староперсијског, језика Ахеменидског царства. Његова граматика је слична са многим савременим европским језицима. Персијски је добио своје име по престоници Ахеменидског царства, Персису (садашња покрајина Фарс), стога се назива и фарси. Особа која говори персијски се може назвати персофоном.
Процењује се да око 110 милиона људи широм света говори персијски, при чему језик има званични статус у Ирану, Авганистану, и Таџикистану. Вековима је персијски био престижни културни језик у другим регионима западне, централне, и јужне Азије у разним царствима базираним у тим регионима.
Персијски је имао знатан (превасходно лексикографски) утицај на суседне језике, а посебно на туркијске језике у централној Азији, Кавказу, и Анадолији, суседне иранске језике, као и јерменски, грузински, и индоаријске језике, посебно урду (који је у основи хиндустанског). Он је исто тако у извесној мери утицао на арапски, а посебно на бахрански арапски језик, али је исто тако позајмио знатан део свог вокабулара из њега након арапског освајања Ирана.
Са дугом историјом литературе у облику средњоперсијског пре ислама, персијски је био први језик у муслиманском свету да се пробије кроз арапски монопол над писањем, и писање поезије у персијском је успостављено као дворска традиција у многим источним дворовима. Неки од познатих радова персијске литературе су Шахнаме Фирдусија, радови Румија, Рубај Омара Хајама, Панђ ганђ Незами Ганџавија, Диван Мухамеда Хафиза и две мешавине прозе и стихова Саадија - Ђулистан и Бустан.

## Класификација
Персијски је један од западноиранских језика унутар индоевропске породице. Други западноирански језици су курдски језици, гилански, мазендерански, талишки, и белуџиски. Персијски се класификује као члан југозападне групе међу западноиранским језицима, заједно са ахомским, кумзарским, и луријским језиком.

## Име
Језик се назива фарси (فارسی) у Ирану и Авганистану; парси (پارسی) је старо име које је потиснуто, јер симбол за „п” не постоји у арапском језику; таџички (наречје централне Азије) или дари (име језика у Авганистану).
Ово је списак најзначајнијих наречја персијског језика:
- западноперсијски језик (Иран)
- источноперсијски језик (Авганистан)
- таџички језик (Таџикистан)
- хазараги (Авганистан)
- ајмак (Авганистан)
- бухарски (Узбекистан)
- дехвари (Пакистан)
- дарвази (Авганистан)
- пахлавани (Авганистан)

## Особине
Ирански језици, међу којима је персијски, припадају породици индоевропских језика. Историја иранских језика започиње још у седмом веку пре нове ере. Персијски је најзначајнији у групи иранских језика и једини за кога је, на основу писмених споменика, доказано да је постојао као стари језик средњег доба и савремени језик.
Као индоевропски језик, персијски има одређених сличности са осталим језицима из индоевропске породице, а нарочито са словенским језицима поготово на синтаксичком плану. Такође, постоје многе сличности иранских језика, па и фарсија, са јужнословенским језицима.
Персијски језик је у свом развоју имао три главна периода: староперсијски језик (језик Авесте и Даријевих натписа), средњоперсијски језик (пахлави) и новоперсијски језик, или само персијски. Он датира од момента прихватања арапског алфабета око 650. године н. е., када је, у време отпочињања исламског утицаја, попримио велики број арапских речи, постајући изванредно богат језик. Персијски језик је претрпео тако мале промене у току целог последњег миленијума, да образован говорник може читати рукописе сачињене вековима уназад без посебних тешкоћа.
Када се говори о речима оријенталног порекла најчешће мисли на турцизме. У речнику страних ријечи др. Б. Клаића уз овај појам стоји следеће објашњење: „Турцизам: реч или израз турског порекла”. Међутим, треба додати да су турцизми заједнички назив за све речи оријенталног, дакле турског, персијског и арапског порекла, које су путем турског језика почеле продирати у словенске језике. Систематско ширење турцизама започело је доласком Османских Турака на Балкан и трајало је током више стољећа. На тај су се начин и многе речи изворно персијског порекла укорениле као турцизми.

## Писмо
Древно персијско писмо се назива пахлеви и блиско је јерменском писму.
Већи део модерног персијског језика записује се модификованим обликом арапског писма. Латиница се користи као помоћно средство у транскрипцији и информатичким технологијама. Таџички језик, који представља наречје персијског са извесним руским утицајима, пише се ћирилицом.
Абецеда персијског језика има 32 знака и још 3 посебна знака која то заправо и нису, него су различити правописни облици за слова, и у случају lām алефа, лигатура.

## Граматика

### Морфологија
Суфикси преовлађују персијском морфологијом, а број префикса је мали. Глаголи могу изражавати време и вид и конгруирају са субјектом у лицу и броју. У персијском језику нема родова па заменице нису означене родовима.

### Синтакса
Уобичајене изјавне реченице имају облик „(С)(ПО)(О)Г”. Ово значи да реченице укључују могући субјекат, прилошку одредбу и објекат испред обавезног глагола. Ако је објекат специфичан онда је праћен речју „рā” (rā) и иде испред прилошке одредбе: „(С)(О+rā)(ПО)Г”.

### Глаголи
, пехлевијски глаголски корени
бити, перс.  – конјугација:
```
 књижевни говорни сам, јесам   перс. -{hastam}-  -{hasam}- 
си,  јеси    перс. -{hasti}-   -{hasi}- 
је           перс. -{hast}- или -{ast}- -{-e}- 
смо, јесмо   перс. -{hastim}-  -{hasim}- 
сте, јесте   перс. -{hastid}-  -{hasid}- 
су,  јесу    перс. -{hastand}- -{hasand}- 

```

- дати, перс. , презентска основа:  < средњоперс. презентска основа dad < староперс. презентска основа data-, именица:
- дерати, перс. , презентска основа:
- чамити, перс. , презентска основа:
- горити, перс.  или , презентска основа: gor, именица
- хтети, перс.  – конјугација:

```
хоћ(у)   перс. -{xāh(am) }- 
хоћ(еш)  перс. -{xāh(i)}- 
хоћ(е)   перс. -{xāh(ad)}- 
хоћ(емо) перс. -{xāh(im)}- 
хоћ(ете) перс. -{xāh(id)}- 
хоћ(е)   перс. -{xāh(and)}- 

```

- кушати, покушати, перс. , презентска основа:
- лајати, староперс. , презентска основа:
- лизати, перс. , презентска основа:
- написати, писати, перс.  или , презентска основа:  < пехлевијски перс. ni-pis < староперс. ni-piš префикс: ni + корен:
- њушити, новоперс. njušidan, презентска основа:  < перс. презентска основа:  < пехлевијски староперс. презентска основа:  < староперс. презентска основа:
- пећи, староперс. , презентска основа: , < пехлевијски перс. глаголски корен
- поховати, перс. , презентска основа: , < пехлевијски перс. глаголски корен
- живети, перс. , презентска основа:  < средњоперс. Ziwistan презентска основа:  < староперс. , презентска основа:

### Именице
- адрија, перс. daryā: море, средњоперс.  < староперс.
- Бог, староперс.  < санскрит
- бан, авестијски pāna < перс. bān: суфикс који значи чувар
- брат, перс.  < средњоперс.  < староперс.
- јесен, перс.
- колач, перс. koluče (врста колача)
- кућа, перс. kuče (kujče): мало насеље, староперс.
- говедар, перс. gāvdār (gāv: говедо, крава + dār: презентска основа од инфинитива daštan имати, држати)
- матер, перс. и средњоперс.  < староперс.
- миш, перс.
- мозак, перс.  < средњоперсијски mazg < староперсијски
- нов, перс.  < средњоперс.  < староперс.
- обрва, перс. abru (у множини: abrovān)
- пазух, перс. bazu (надлактица)
- пољубац, перс.
- стан, перс. –stān (суфикс за место): обитавалиште, место, нпр. Armanestān: земља Армена (Јерменија), Ozbakestān: земља Узбека (Узбекистан)
- уши, перс.  < средњоперс.  < староперс.
- ветар, перс.  < средњоперс.  < староперс.
- жена, перс. и средњоперс.  < староперс.
- зима, перс. zemestān: zem + суфикс за место, локацију stān < санскрит hima: снег, хладноћа (хималаји: стан снега, тамо где снег обитава)

### Бројеви
- двеста, перс.
- један, перс. (jek)dāne (књижевни), jedāne или jedune (говорни) : један, комад нечега

| српски | персијски | санскрт | авестијски |
| ------ | --------- | ------- | ---------- |
| један  |           |         |            |
| два    |           |         |            |
| три    |           |         |            |
| четири |           |         |            |
| пет    |           |         |            |
| шест   |           |         |            |
| седам  |           |         |            |
| осам   |           |         |            |
| девет  |           |         |            |
| десет  |           |         |            |

### Предлози
- из (од), перс.
- до, перс.

### Придеви
- танак, перс.
- више, перс.
- знан, перс.  < авестијски
- баштина, перс.

### Суфикси
- -ар, перс. kar или gar: sufiks za zanimanje, kao u imenicama govedar, limar, itd. ili u persijskom gāvdār, lahimkār или lahimgar итд.

### Упитне заменице
- шта, перс. če или či, нпр. шта је? перс. (говорни)
- ко, перс. ki, нпр. ко је? перс. (говорни)

### Упитни прилог
- куда, перс.

### Месни прилози
- онде, перс.  или
- овде, староперс.